# Lasius (Acanthomyops)
Lasius (Acanthomyops) – podrodzaj owadów należących do rodziny mrówkowatych.
Takson ten został opisany jako niezależny rodzaj w 1862 roku przez Gustava L. Mayra. W 2005 roku Philip Ward na podstawie współczesnych badań molekularnych obniżył go do rangi podrodzaju w obrębie rodzaju Lasius.
Takson ten obejmuje 16 opisanych gatunków:
- Lasius arizonicus Wheeler, 1917
- Lasius bureni Wing, 1968
- Lasius californicus Wheeler, 1917
- Lasius claviger Roger, 1862
- Lasius colei Wing, 1968
- Lasius coloradensis Wheeler, 1917
- Lasius creightoni Wing, 1968
- Lasius interjectus Mayr, 1866
- Lasius latipes Walsh, 1863
- Lasius mexicanus Wheeler, 1914
- Lasius murphyi Forel, 1901
- Lasius occidentalis Wheeler, 1909
- Lasius plumopilosus Buren, 1941
- Lasius pogonogynus Buren, 1950
- Lasius pubescens Buren, 1942
- Lasius subglaber Emery, 1893